# The Salon
The Salon é um filme estadunidense do gênero comédia-dramática de 2005, dirigido por Mark Brown, com produção executiva de David Odom, e estrelado por Vivica A. Fox, Kym Whitley, e Monica Calhoun. O filme foi filmado em Baltimore, Maryland.

## Enrendo
The Salon é um filme independente que foi desenvolvido, financiado e produzido por Howard University grads David Odom e Mark Brown. No filme, Jenny Smith (Fox) é dono de um salão de beleza modesto, que é muito popular entre as pessoas que residem em seu bairro, mas a empresas estão indo para todo o lugar e, ultimamente, um gigante corporativo tem clamado para estabelecer-se no bloco. Apesar da pressão formidável do Departamento de Água e Energia, Jenny se recusa a aceitar a oferta feita para sua loja e decide testar sua sorte contra o DWP no tribunal local.

## Elenco
- Vivica A. Fox — Jenny Smith
- Brooke Burns — Tami
- Darrin Henson — Michael
- De'Angelo Wilson — D.D.
- Dondre Whitfield — Ricky
- Garrett Morris — Percy
- Kym Whitley — Lashaunna
- Monica Calhoun — Brenda
- Sheila Cutchlow — Kandy
- Taral Hicks — Trina
- Terrence Howard — Patrick
- Tiffany Adams — Wanda

## Recepção
Comentários do filme foram, em geral negativa, conquistando 12% no Rotten Tomatoes, levando o consenso "Tendo sido adiada vários anos, referências à cultura pop do salão são obsoletos e sua história e os personagens foram melhor feito na série Barbershop.No Metacritic, o filme mantém uma pontuação de 26 em 100, com base em 15 críticos, indicando "revisões geralmente desfavoráveis".